# Chrysaora melanaster
Chrysaora melanaster (лат.) — вид дискомедуз из рода Chrysaora семейства Pelagiidae, обитающих в северной части Тихого океана и прилегающих частях Северного Ледовитого океана. В англоязычных странах также известна под названиями северная морская крапива (англ. northern sea nettle) и коричневая медуза (англ. brown jellyfish), а также иногда встречается название тихоокеанская морская крапива, которое, однако, чаще используется по отношению к виду Chrysaora fuscescens; раньше ещё одним английским названием вида было название японская морская крапива (англ. Japanese sea nettle), теперь оно используется только по отношению к виду Chrysaora pacifica. Хотя медуз, содержащихся в публичных морских аквариумах, иногда называют Chrysaora melanaster, это является результатом исторической путаницы наименования. В действительности они относятся к виду Chrysaora pacifica.

## Описание
На стадии медузы Chrysaora melanaster может достигать 60 см в диаметре с щупальцами, вырастающими до 3 м. Максимальное количество щупалец составляет 24 штуки. Обитает на глубинах до 100 м, где питается веслоногими ракообразными, аппендикуляриями, мелкими лучепёрыми рыбами, крупным зоопланктоном и другими медузами. Жало мягкое, но может вызвать сильное раздражение кожи и жжение. Продолжительность жизни неизвестна. 

## Ареал
Chrysaora melanaster встречается в открытых водах умеренного северного климата Тихого океана, Северного Ледовитого океана и, особенно, в Беринговом море.

## Экология
Сайды могут быть как пищей Chrysaora melanaster, так и конкурентами в потенциально ограниченных источниках пищи.

## Статус
Общая биомасса Chrysaora melanaster с 1990 годов стала увеличиваться, поскольку изменение климата привело к более стабильному и продуктивному водному слою. 